# Ulrich Köhler
Ulrich Köhler (Weimar, 6 novembre 1838 – Berlino, 21 ottobre 1903) è stato uno storico ed epigrafista tedesco.
Dal 1886 al 1903 insegnò all'università di Berlino. Abile epigrafista, curò per Inscriptiones Graecae vari volumi di iscrizioni del V secolo a.C. e nel 1870 redasse un intenso volume sulla lega delio-attica.